# Super Heroines
Super Heroines fue un trío de deathrock formado en Los Ángeles, California durante la década de 1980, siendo de las primeras bandas en iniciar el movimiento gótico del deathrock junto a otras como Christian Death y 45 Grave en Estados Unidos.
La alineación original estaba presentaba por Eva O (guitarra y voz), Sandra Ross (bajo) y Del Mar Richardson (batería). Otros miembros del grupo han incluido a los bajistas Jill Emery y Edwin Borsheim. Además de los bateristas Steve Darrow y Cathy Flanga.
Tanto Jill Emery como Eva O tocaron con Rozz Williams (De la banda de deathrock Christian Death) en la década de los 80 y en su siguiente banda, Shadow Project, durante la década de los 90.
Emery también tocó el bajo con la banda de rock alternativo Hole en su álbum debut de 1991 Pretty on the Inside, además de tocar el bajo en Mazzy Star y Teardrain.
Darrow pasó a tocar en Hollywood Rose, la pre banda que luego llegaría a ser los exitosos Guns N'Roses que presentó a Axl Rose e Izzy Stradlin. Antes de unirse a Super Heroines, Darrow tocó en el trío punk The Decadents (más tarde cambió a 'The Decadent') con Jill Emery, desde 1978 hasta 1982.

## Discografía
- 1981 - Hell Comes to Your House (compilation)
- 1982 - Cry For Help, Bemisbrain Records
- 1983 - Souls that Save
- 1993 - Love and Pain
- 1995 - Gothic Rock Volume 2: 80's Into 90's
- 2006 - Anthology

- Datos: Q7642402